# Лидделл, Седрик
Седрик Хасуэлл Лидделл (англ. Cedric Haswell Liddell; 11 июня 1913, Клинтон, Онтарио — 4 июня 1981, Уолкертон, Онтарио) — канадский гребец, выступавший за сборную Канады по академической гребле в начале 1930-х годов. Бронзовый призёр летних Олимпийских игр в Лос-Анджелесе, участник Олимпийских игр в Берлине, победитель многих региональных соревнований в составе гамильтонского лодочного клуба «Леандер». Также известен как тренер по академической гребле.

## Биография
Седрик Лидделл родился 11 июня 1913 года в поселении Клинтон провинции Онтарио, Канада.
Занимался академической греблей в лодочном клубе «Леандер» в Гамильтоне, в составе которого неоднократно становился победителем и призёром различных соревнований регионального значения.
Наивысшего успеха как спортсмен добился в сезоне 1932 года, когда со своим клубом выиграл Королевскую канадскую регату Хенли, вошёл в основной состав канадской национальной сборной и благодаря череде удачных выступлений удостоился права защищать честь страны на летних Олимпийских играх в Лос-Анджелесе. В программе распашных рулевых восьмёрок вместе с гребцами Эрлом Иствудом, Джозефом Харрисом, Стэнли Станьяром, Гарри Фраем, Уильямом Тобурном, Доном Боалом, Альбертом Тейлором и рулевым Лесом Макдональдом занял второе место в предварительном квалификационном заезде, уступив более четырёх секунд экипажу Соединённых Штатов, собранному из студентов Калифорнийского университета в Беркли, и не смог отобраться в финал напрямую. Тем не менее, в дополнительном отборочном заезде одержал убедительную победу, опередив команды из Германии и Японии — тем самым всё же вышел в финальную стадию соревнований. В решающем финальном заезде безоговорочными лидерами стали американцы и итальянцы, завоевавшие золотые и серебряные медали соответственно, тогда как канадцы в напряжённой борьбе за третье место всего на 0,4 секунды опередили титулованных гребцов из Великобритании, победителей нескольких последних Королевских регат Хенли. Седрик Лидделл, таким образом, вместе со своей командой стал обладателем бронзовой олимпийской медали.
После лос-анджелесской Олимпиады Лидделл ещё достаточно долго оставался действующим спортсменом и вплоть до 1936 года продолжал неизменно выигрывать Королевскую канадскую регату Хенли. Кроме того, он выступил в восьмёрках на Олимпийских играх в Берлине — на сей раз попасть в число призёров не смог, остановившись уже на предварительном этапе.
В 1940-х годах выступал в двойках вместе с Сэнди Сондерсом, а по окончании Второй мировой войны перешёл на тренерскую работу — занимался подготовкой гребцов в клубе Броквилла.
Умер 4 июня 1981 года в поселении Уолкертон, Онтарио, в возрасте 67 лет.